# Auguste de Villiers de L'Isle-Adam

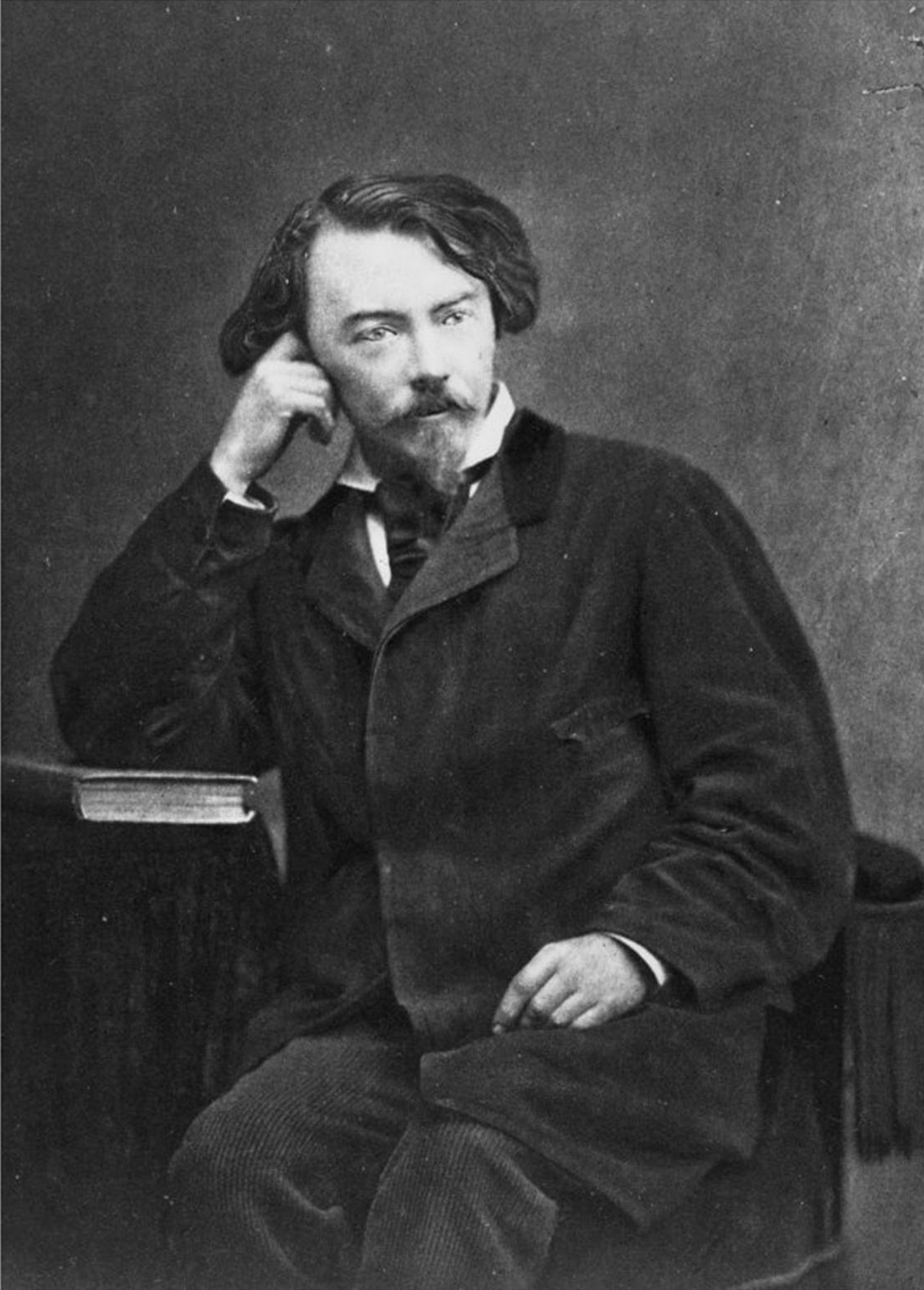
Auguste de Villers de l'Isle Adam.

Jean-Marie-Mathias-Philippe-Auguste de Villiers de l'Isle-Adam, född 7 november 1838 i Saint-Brieuc, död 18 augusti (eller 19 augusti) 1889 i Paris, var en fransk författare och en av de tidigaste företrädarna för symbolismen. Av sin familj kallades han Mathias, av sina vänner Villiers och av alla andra Auguste. Hans verk är skrivna i en romantisk stil. De är ofta fantastiska i sin uppläggning och fyllda med mysterier och skräck. Viktiga bland dessa är det lyriska dramat Axël, romanen L'Ève future och novellsamlingen Contes cruels. Han myntade termen "android" (andréide på franska) i L'Ève future. Han trodde att människans egen fantasi har större möjlighet till skönhet än verkligheten själv. Mot slutet av sitt liv umgicks han med en ung Maurice Maeterlinck i Paris och Villiers lärde ut mycket av symbolismens tekniker, vilket troligen blev avgörande för Maeterlincks författarskap.
André Breton lyfte fram en av Villiers de l'Isle-Adams "hjärtlösa historier" från 1883, Svandödaren, som exempel på svart humor i sin Anthologie de l'humour noir (1940).
De verk av Villiers de l'Isle-Adam som finns på svenska är 
- Fåvitska jungfrur och andra hjärtlösa historier (översättning av Walborg Hedberg, 1922),
- Hjärtlösa historier (översättning av Walborg Hedberg och E.N. Tigerstedt, publicerad i "Modern världslitteratur: de levande mästerverken, volym 18", 1944),
- Den finaste middagen i världen (översättning av Hjalmar Söderberg, publicerad i "Utländsk humor i text och bild", 1950) och
- De älskande i Toledo (en av novellerna i Histories insolites, översättning av Lars Bjurman, publicerad i "Fantastika", 1964).

## Verk (i urval)
- Deux essais de poésie  (1858)
- Demain et son double  (Isis)  (1862), roman
- Elën  (1864),  drama i 3 akter
- Morgane  (1865),  drama i 5 akter
- La Révolte  (1870),  drama i 1 akt
- Le nouveau-monde  (1880),  drama
- Contes cruels  (1883),  (Hjärtlösa historier)
- Axël  (1885-1886),  drama i 4 akter
- L'Ève future  (1886),  (Framtidens Eva), roman
- L'amour supreme  (L'amour)  (1886)
  - L'Amour suprême  (1886)
  - Sagacité d'Aspasie
  - Le Secret de l'échafaud
  - L'Instant de Dieu
  - Une profession nouvelle
  - L'Agence du Chandelier d'or
  - La Légende de l'éléphant blanc
  - Catalina
  - Les Expériences du Dr Crookes
  - Le Droit du passé
  - Le Tzar et les Grands-ducs
  - L'Aventure de Tsë-i-la
  - Akëdysséril
- Tribulat Bonhomet  (1887)
- L'évasion  (1887),  drama i 1 akt
- Histories insolites  (1888)
  - Les Plagiaires de la foudre
  - La Céleste Aventure
  - Un singulier chelem !
  - Le Jeu des Grâces
  - Le Secret de la belle Ardiane
  - L'Héroïsme de docteur Hallidonhill
  - Les Phantasmes de M. Radoux
  - Ce Mahoin !
  - La Maison du bonheur
  - Les Amants de Tolède  (De älskande i Toledo)
  - Le Sadisme anglais
  - La Légende moderne
  - Le Navigateur sauvage
  - Aux chrétiens les lions !
  - L'Agrément inattendu
  - Une entrevue à Solesmes
  - Les Délices d'une bonne Œuvre
  - L'Inquiéteur
  - Conte de fin d'été
  - L'Etna ches soi
- Nouveaux contes cruels  (1888),  (Nya hjärtlösa historier)
  - Les Amies de pension
  - La Torture par l'espérance
  - Sylvabel
  - L'Enjeu
  - L'Incomprise
  - Sœur Natalia
  - L'Amour du naturel
  - Le Chant du Coq
- Chez les passants  (1890)
- L'Evasion  (1890),  drama i 7 scener